# Miss Merkel – Ein Uckermark-Krimi
Miss Merkel – Ein Uckermark-Krimi ist eine deutsche Fernsehfilmreihe, die seit 2023 für RTL produziert wird. Die einzelnen Folgen haben eine Länge von ca. 90 Minuten und werden im Rahmen der Reihe Tödlicher Dienstag ausgestrahlt. Die Filmreihe basiert auf der gleichnamigen Buchreihe von David Safier.

## Handlung
Seit dem Ende ihrer politischen Karriere lebt Angela Merkel mit ihrem Mann Joachim Sauer und ihrem Bodyguard Mike in der Uckermark. Da Angela der Ruhestand langweilt, fängt sie an, in Kriminalfällen zu ermitteln, was sowohl ihrem Mann als auch ihrem Bodyguard widerstrebt. Die Fälle, die Angela aufspürt, sollte eigentlich der ortsansässige Kommissar Hannemann lösen, doch dieser ist faul und möchte auch die offensichtlichsten Ungereimtheiten nicht sehen. In der Pathologie lernt Angela die Gerichtsmedizinerin Dr. Radzinski kennen. Dr. Radzinski ist im Gegensatz zu Kommissar Hannemann sehr von Angela und ihren interessierten Nachfragen angetan. Außerdem lernt Angela Marie Horstmann kennen, von deren Sohn sie schließlich Patentante wird und mit der Mike schließlich zusammenkommt.

## Besetzung
| Schauspieler       | Rollenname         | Episoden | Zeitraum | Rolle                                      |
| ------------------ | ------------------ | -------- | -------- | ------------------------------------------ |
| Katharina Thalbach | Angela Merkel      | 1–       | 2023–    | Ehefrau von Joachim, Patentante von Angelo |
| Thorsten Merten    | Joachim Sauer      | 1–       | 2023–    | Ehemann von Angela                         |
| Tim Kalkhof        | Mike               | 1–       | 2023–    | Bodyguard von Angela, Freund von Marie     |
| Sascha Nathan      | Herr Hannemann     | 1–       | 2023–    | Kommissar                                  |
| Susanne Bredehöft  | Frau Dr. Radzinski | 1–       | 2023–    | Gerichtsmedizinerin                        |
| Taneshia Abt       | Marie Horstmann    | 1        | 2023     | Freundin von Mike, Mutter von Angelo       |
| Kristin Hunold     | Marie Horstmann    | 2        | 2024     | Freundin von Mike, Mutter von Angelo       |

## Episodenliste
| Nr. | Originaltitel         | Onlinepremiere | Erstausstrahlung | Regie            | Drehbuch         | Zuschauer |
| --- | --------------------- | -------------- | ---------------- | ---------------- | ---------------- | --------- |
| 1   | Mord im Schloss       | 14. März 2023  | 21. März 2023    | Christoph Schnee | Stefan Cantz     |           |
| 2   | Mord auf dem Friedhof | 12. März 2024  | 19. März 2024    | Torsten Wacker   | Anja Flade-Kruse |           |
| 3   | Mord auf hoher See    | –              | –                | Torsten Wacker   | Marc Werner      |           |

## Produktion
Der erste Film entstand vom 17. Mai bis zum 17. Juni 2022 in Berlin und Umgebung. Der zweite Film wurde vom 4. September bis zum 4. Oktober 2023 ebenfalls in Berlin und Umgebung gedreht. Der dritte Film wurde vom 10. Januar bis zum 4. Februar 2025 auf den Kanaren in Spanien produziert.